# Proceso cigomático
Los procesos zigomáticos son tres procesos (protuberancias) de otros huesos del cráneo que se articulan con el hueso cigomático. Los tres procesos o apófisis son:
- Proceso cigomático del hueso frontal del hueso frontal
- Proceso cigomático del maxilar del maxilar (proceso malar)
- Apófisis cigomática del hueso temporal del hueso temporal

El término cigomático deriva del griego Ζυγόμα, zygoma, que significa "yugo".  La apófisis cigomática se denomina ocasionalmente zigoma, pero este término suele referirse al hueso cigomático u ocasionalmente al arco cigomático.

## Proceso cigomático del hueso frontal
El margen supraorbital del hueso frontal termina lateralmente en su proceso cigomático, que es fuerte y prominente, y se articula con el hueso cigomático. La apófisis zigomática del hueso frontal se extiende desde el hueso frontal lateral e inferiormente.

## Proceso cigomático del maxilar
La apófisis cigomática del maxilar  (apófisis malar) es una eminencia triangular rugosa, situada en el ángulo de separación de las superficies anterior, cigomática y orbital.
- Por delante forma parte de la superficie anterior.
- Detrás es cóncava, y forma parte de la fosa infratemporal.
- Por encima es rugoso y aserrado para la articulación con el hueso cigomático.
- Por debajo presenta el prominente borde arqueado que marca la división entre las superficies anterior e infratemporal.

## Proceso cigomático del hueso temporal
La apófisis cigomática del hueso temporal es una apófisis larga y arqueada que se proyecta desde la parte inferior de la porción escamosa del hueso temporal. Se articula con el hueso cigomático.
Esta apófisis se dirige al principio lateralmente hacia delante, sus dos superficies miran hacia arriba y hacia abajo; luego parece como si se retorciera sobre sí misma, y se dirige hacia delante, sus superficies miran ahora medialmente y lateralmente hacia delante.
El borde superior es largo, fino y afilado, y sirve para la fijación de la fascia temporal.
El borde inferior, corto, grueso y arqueado, tiene adheridas algunas fibras del masetero.
La superficie lateral es convexa y subcutánea. La superficie medial es cóncava y sirve de unión al masetero.
El extremo anterior está profundamente aserrado y se articula con el hueso cigomático. El extremo posterior está unido a la escama por dos raíces, la anterior y la posterior:
- La raíz posterior, prolongación del borde superior, está fuertemente marcada; corre hacia atrás por encima del meato auditivo externo.
- La raíz anterior, continua con el borde inferior, es corta pero ancha y fuerte; se dirige hacia medial y termina en una eminencia redondeada, el tubérculo articular (eminentia articularis).

## Procesos del hueso cigomático
El hueso cigomático propiamente dicho tiene cuatro procesos, a saber, el frontoesfenoidal, el orbital, el maxilar y el temporal.
La "apófisis frontoesfenoidal" es gruesa y dentada. Aquí se encuentra la sutura craneal entre el hueso frontal y el cigomático. En su superficie orbital, justo dentro del margen orbital y a unos 11 mm por debajo de la sutura cigomática-frontal hay un tubérculo de tamaño y forma variable, pero presente en el 95% de los cráneos (Whitnall 43). Este tubérculo no se ve en la imagen.
La apófisis orbitaria es una placa gruesa y fuerte, que se proyecta hacia atrás y medialmente desde el margen orbitario. Es la zona sombría que se encuentra debajo de los huesos lac(rimal) y etmoidal en la imagen.
La apófisis maxilar presenta una superficie rugosa y triangular que se articula con el maxilar. Es la zona que se encuentra debajo del zigomático en la imagen.
La apófisis temporal, larga, estrecha y dentada, se articula con la apófisis cigomática del temporal. Es la apófisis a la derecha de "zigomático" en la imagen.

## Imágenes adicionales

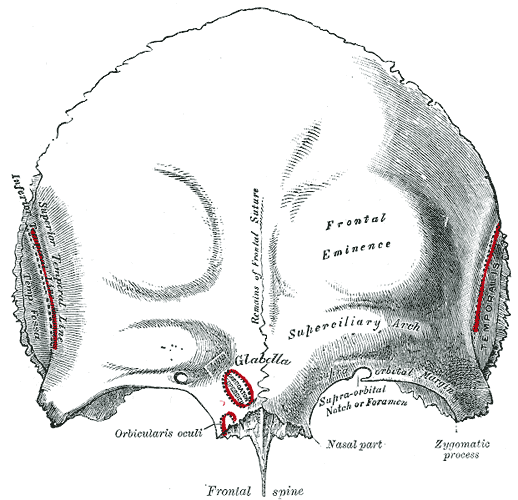
Hueso frontal: superficie externa
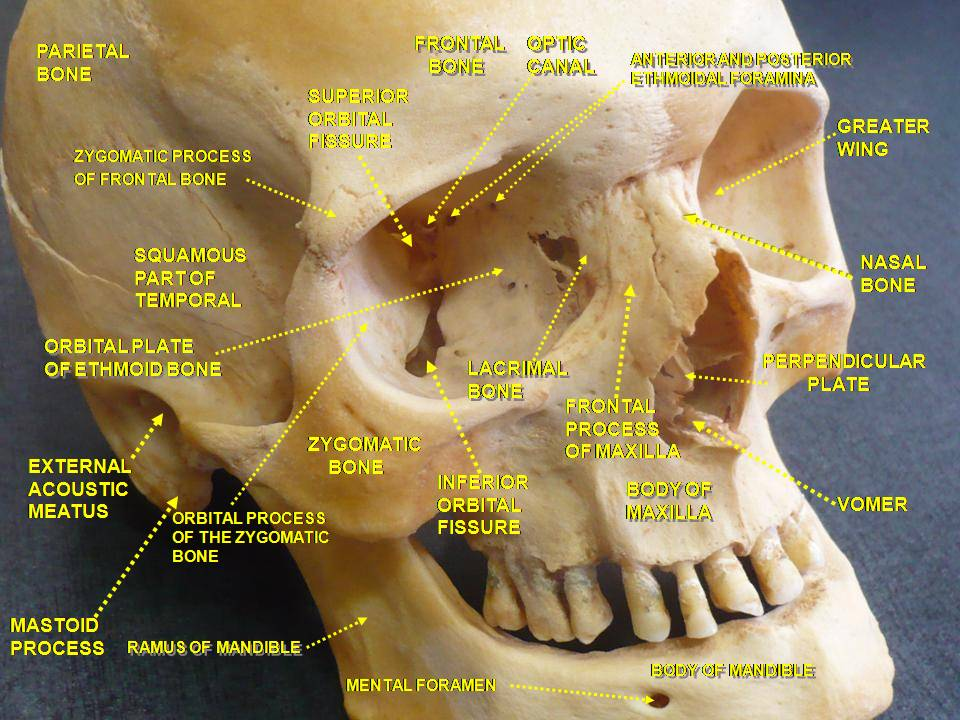
Proceso cigomático del hueso frontal
Proceso cigomático del maxilar
Proceso cigomático del hueso temporal